# James Newton Howard
James Newton Howard (Los Angeles, 9 giugno 1951) è un tastierista e compositore statunitense.
Nella sua prolifica carriera da compositore, musicista e paroliere, ha realizzato colonne sonore per film di ogni genere, ottenendo nove candidature al Premio Oscar e cinque al Golden Globe.

## Biografia
Howard ha iniziato a studiare musica da bambino, per poi iscriversi alla Thatcher School ad Ojai in California, al conservatorio Music Academy of the West in California ed infine diplomandosi in pianoforte alla University of Southern California. Dopo aver lasciato il college, tra gli anni settanta e gli anni ottanta inizia la sua lunga carriera musicale da professionista partendo in tournée con Elton John come tastierista. Nel 1982 collabora con i Toto come orchestratore e conduttore degli archi nell'album Toto IV. Nel 1983 è co-produttore, arrangiatore e tastierista dell'album di Riccardo Cocciante Sincerità. Dopo aver brevemente girato in tour con Crosby, Stills and Nash è infine approdato al mondo del cinema, dove ha esordito come arrangiatore o come esecutore (sempre alle tastiere), fino a divenire egli stesso compositore di partiture originali. Tra i suoi primi lavori come compositore, il film Promised Land diretto da Michael Hoffman e interpretato da Kiefer Sutherland.
Negli anni novanta, Howard ha ottenuto incarichi di rilievo sempre maggiore. Vero e proprio trampolino di lancio per il prosieguo della sua carriera, è stata la collaborazione alla musica della commedia di Garry Marshall campione di incassi Pretty Woman, del (1990). Ha curato anche le musiche della premiatissima serie TV E.R. - Medici in prima linea. In seguito ha ottenuto una prima nomination al Premio Oscar per la partitura di Il principe delle maree, diretto e interpretato da Barbra Streisand.
Altre quattro nomination sono seguite per Il fuggitivo (1993), Il matrimonio del mio migliore amico (1997), The Village (2004) e Michael Clayton (2008).
Tra gli altri importanti suoi lavori successivi, vanno segnalate le musiche di Wyatt Earp (1994), di Lawrence Kasdan, e Waterworld (1995), entrambi interpretati da Kevin Costner, e di Schegge di paura (1996). Con il regista Schumacher ha realizzato anche i film Un giorno di ordinaria follia e Linea mortale, mentre con Kasdan è tornato a collaborare in Grand Canyon e L'acchiappasogni. Particolarmente evocative ed ispirate sono le musiche dei film Alive - Sopravvissuti e di Io sono leggenda. Ha inoltre firmato le partiture di tutte le pellicole girate dal regista M. Night Shyamalan: The Sixth Sense - Il sesto senso (1999), Unbreakable - Il predestinato (2000), Signs (2002), The Village (2004), Lady in the Water (2006), E venne il giorno (2008), L'ultimo dominatore dell'aria (2010) e After Earth (2013), utilizzando sempre musiche di impostazione sinfonica ed intimista (vagamente ispirate alla tradizione creativa introdotta da Bernard Herrmann per i film di Alfred Hitchcock), che hanno molto contribuito alle atmosfere ricercate dal regista.
Con i film Junior (1994) e Un giorno, per caso (1996) ha ottenuto le nomination all'Oscar per la migliore canzone.
Ha collaborato con la Disney per i film Dinosauri (2000), Atlantis - L'impero perduto (2001) e Il pianeta del tesoro (2002).
Insieme al compositore Hans Zimmer, ha firmato la colonna sonora dei film Batman Begins (2005) e de Il cavaliere oscuro (2008) di Christopher Nolan.

## Colonne sonore

### Cinema
- Promised Land - Terra promessa (1984)
- Palle d'acciaio (Head Office), regia di Ken Finkleman (1985)
- Due tipi incorreggibili (Tough Guys), regia di Jeff Kanew (1986)
- Major League - La squadra più scassata della lega (1989)
- Linea mortale (1990)
- Pretty Woman (1990)
- Scelta d'amore - La storia di Hilary e Victor (1991)
- Grand Canyon - Il cuore della città (1991)
- L'uomo della luna (1991)
- Papà, ho trovato un amico (1991)
- Il principe delle maree (1991)
- Dave - Presidente per un giorno (1992)
- Un giorno di ordinaria follia (1993)
- Il fuggitivo (1993)
- Alive - Sopravvissuti (1993)
- Junior (1994)
- Wyatt Earp (1994)
- Un giorno per caso (1994)
- Trappola d'amore - Intersection (1994)
- La giusta causa (1995)
- Waterworld (1995)
- Virus letale (1995)
- Restoration - Il peccato e il castigo (1995)
- Il giurato (1996)
- Space Jam (1996)
- L'avvocato del diavolo (1997)
- Il matrimonio del mio migliore amico (1997)
- L'uomo del giorno dopo (1997)
- Delitto perfetto (1998)
- The Sixth Sense - Il sesto senso (1999)
- I Muppets venuti dallo spazio (1999)
- La neve cade sui cedri (1999)
- Wayward Son (1999)
- Dinosauri (2000)
- Unbreakable - Il predestinato (2000)
- Atlantis - L'impero perduto (2001)
- Il club degli imperatori (2002)
- Signs (2002)
- Il pianeta del tesoro (2002)
- L'Acchiappasogni (2003)
- Peter Pan (2003)
- Hidalgo - Oceano di fuoco (2004)
- The Village (2004)
- Collateral (2004)
- The Interpreter (2005)
- Batman Begins (2005, con Hans Zimmer)
- King Kong (2005)
- Il colore del crimine (2006)
- Lady in the Water (2006)
- Blood Diamond - Diamanti di sangue (2006)
- Sguardo nel vuoto (2007)
- Io sono leggenda (2007)
- Michael Clayton (2007)
- La guerra di Charlie Wilson (2007)
- The Great Debaters (2007)
- The Water Horse - La leggenda degli abissi (2007)
- E venne il giorno (2008)
- Il cavaliere oscuro (2008, con Hans Zimmer)
- Defiance - I giorni del coraggio (2008)
- I Love Shopping (2008)
- Duplicity (2009)
- L'ultimo dominatore dell'aria (2010)
- The Tourist (2010)
- Come l'acqua per gli elefanti (Water for Elephants) (2011)
- Gnomeo e Giulietta (2011)
- Lanterna Verde (2011)
- Hunger Games (2012)
- Biancaneve e il cacciatore (2012)
- The Bourne Legacy (2012)
- After Earth (2013)
- Hunger Games - La ragazza di fuoco (2013)
- Parkland (2013)
- Maleficent (2014)
- Hunger Games - Il canto della rivolta - Parte 1, regia di Francis Lawrence (2014)
- Cut Bank - Crimine chiama crimine (Cut Bank), regia di Matt Shakman (2014)
- Lo sciacallo - Nightcrawler (Nightcrawler), regia di Dan Gilroy (2014)
- La grande partita (Pawn Sacrifice), regia di Edward Zwick (2014)
- Zona d'ombra (Concussion), regia di Peter Landesman (2015)
- Hunger Games - Il canto della rivolta - Parte 2, regia di Francis Lawrence (2015)
- Il cacciatore e la regina di ghiaccio (The Huntsman: Winter's War), regia di Cedric Nicolas-Troyan (2016)
- Animali fantastici e dove trovarli (Fantastic Beasts and Where To Find Them), regia di David Yates (2016)
- End of Justice - Nessuno è innocente (Roman J. Israel, Esq.), regia di Dan Gilroy (2017)
- Detroit, regia di Kathryn Bigelow (2017)
- Red Sparrow, regia di Francis Lawrence (2018)
- Lo schiaccianoci e i quattro regni (The Nutcracker and the Four Realms), regia di Lasse Hallström e Joe Johnston (2018)
- Animali fantastici - I crimini di Grindelwald (Fantastic Beasts: The Crimes of Grindelwald), regia di David Yates (2018)
- La vita nascosta - Hidden Life (A Hidden Life), regia di Terrence Malick (2019)
- Notizie dal mondo (News of the World), regia di Paul Greengrass (2020)
- Jungle Cruise, regia di Jaume Collet-Serra (2021)
- Raya e l'ultimo drago (Raya and the Last Dragon), regia di Don Hall e Carlos López Estrada (2021)
- Animali fantastici - I segreti di Silente (Fantastic Beasts: The Secrets of Dumbledore), regia di David Yates (2022)
- Hunger Games - La ballata dell'usignolo e del serpente (The Hunger Games: The Ballad of Songbirds and Snakes), regia di Francis Lawrence (2023)

### Televisione
- Go Toward the Light, regia di Mike Robe – film TV (1988)
- Men – serie TV (1989)
- The Image, regia di Peter Werner – film TV (1990)
- Somebody Has to Shoot the Picture, regia di Frank Pierson – film TV (1990)
- Descending Angel, regia di Jeremy Kagan – film TV (1990)
- A Private Matter, regia di Joan Micklin Silver – film TV (1992)
- 2000 Malibu Road – serie TV (1992)
- E.R. - Medici in prima linea – serie TV (1994-2009)
- Sentinel – serie TV (1996)
- Dalla Terra alla Luna – miniserie TV (1998)
- Gideon's Crossing – serie TV (2000)
- All the Way, regia di Jay Roach – film TV (2016)
- Una serie di sfortunati eventi (A Series of Unfortunate Events) – serie TV (2017-in corso)
- Emily in Paris – serie TV (2020-in corso)
- Light & Magic - programma TV (2022)
- Willow – serie TV (2022)
- Tutta la luce che non vediamo (All the Light We Cannot See) – miniserie TV (2023)

## Riconoscimenti
Premio Oscar
- 1992 - Candidatura come miglior colonna sonora per Il principe delle maree
- 1994 - Candidatura alla miglior colonna sonora per Il fuggitivo
- 1995 - Candidatura alla miglior canzone per Junior
- 1997 - Candidatura alla miglior canzone per Un giorno, per caso
- 1998 - Candidatura alla miglior colonna sonora per Il matrimonio del mio migliore amico
- 2005 - Candidatura alla miglior colonna sonora per The Village
- 2008 - Candidatura alla miglior colonna sonora per Michael Clayton
- 2009 - Candidatura alla miglior colonna sonora per Defiance - I giorni del coraggio
- 2021 - Candidatura alla miglior colonna sonora per Notizie dal mondo

Golden Globe
- 1995 - Candidatura alla miglior canzone originale per Junior
- 1997 - Candidatura alla miglior canzone originale per Un giorno, per caso
- 2006 - Candidatura alla miglior colonna sonora originale per King Kong
- 2009 - Candidatura alla miglior colonna sonora originale per Defiance - I giorni del coraggio
- 2021 - Candidatura alla miglior colonna sonora originale per Notizie dal mondo

BAFTA
- 2009 - Candidatura alla miglior colonna sonora per Il cavaliere oscuro